# Недович, Драгиша
Драгиша Недович (Крагуевац, 20 июля 1916 — Крагуевац, 31 января 1966) — сербский композитор, музыкант и поэт (автор песен). 

## Биография

### Детство и юность
Родился в Крагуевце, в бедной городской семье у отца Андрея и матери Гини. В шестнадцать лет из Крагуевца он отправляется странствовать для того, "чтобы народ услышал его музыку". С собой он берёт только гитару. Дорога приводит его в Боснию, где он пишет севдалинки: "У лијепом старом граду Вишеграду", "Из Босне се једна песма чује", "Босанске ме пјесме занијеше", "Прођох Босном кроз градове", которые давно стали частью культурного наследия народов бывшей Югославии.
После Боснии дорога приводит его в Далмацию, где он, вдохновлённый морем и кораблями, пишет песни в далмацком народном стиле: "О, липа ти незнанко", "О, бродићу бели", "Маре, Маре, срићо моја" (Кад си била мала Маре).
По возвращении в Сербию он создаёт ряд песен, которые со временем получили статус народных: "Стани, стани, Ибар водо", "Обраше се виногради доле крај Тополе", "Лепе ли су нано Гружанке девојке", "На Морави воденица стара", "Јесен прође, ја се не ожених", "Ајд' д' идемо Радо", "Сиромах сам, друже", "Хармонико моја" и многие другие.

### Вторая мировая война
В Крагуевце его застаёт Вторая мировая война. Он был приговорён к расстрелу в Шумарицах, однако, один из немцев узнал в нём композитора, и его отправили в немецкий город Дормаген. В Дормагене в качестве военнопленного он провёл четыре года. После завершения войны Драгиша Недович возвращается в родной город и узнаёт, что огромное количество текстов его песен было уничтожено.

## После войны
Однако, он продолжает сочинять музыку и писать песни. Вместе со своими друзьями он основывает первый "Союз композиторов и авторов песен в народном стиле", а в 1950 году у него заболевают лёгкие. Он пишет грустную песню "Плућа су ми болна", публичное исполнение которой было запрещено из-за большого количества самоубийств. Спустя 16 лет он умирает от инфаркта. После него осталось двое детей, сын Александр и дочь Рада.

## Значение
Особая печать, которая останется в истории музыки, отразится и в огромном наследии более четырёхсот песен, без которых сегодня не проходит ни один праздник в Сербии, которые каждый день можно услышать как на Башчаршии, так и в далмацком приморье.
Знатоки сербской музыкальной истории считают, что Драгиша Недович, как музыкант-самоучка, был несправедливо заклеймён как "поэт-машина", что особенно подчёркивалось во время господства соцреализма. Но этот поэт-машина создал бессметную песню "У лијепом стару граду Вишеграду", которой, как сказал один из друзей Недовича, "не постыдился бы и сам Алекса Шантич". 
Эта песня, которую большинство людей и сейчас считают народной, была написана в 1936 году и опубликована под именем "Јутрос рано слушам" (У лијепом стару граду Вишеграду). Впервые её исполнил Химзо Половина в середине пятидесятых годов. Но более 60 лет эта песня пелась осквернённой, так как из неё была выброшена строфа, в которой говорится о его возвращении в Сербию:
Устај, испрати ме, морам да путујем.
У Србију идем, своме родном граду.
За тобом ћу Кико, вечно да тугујем.
Зашто сам те саму оставио младу.
Во Врнячке Бане каждый год, начиная с 2006 года, проводится фестиваль народной музыки, названный именем Драгиши Недовича.

## Песни
Драгиша Недович написал более 400 песен.
- Ајд идемо Радо
- Јесен прође, ја се не ожених
- У лијепом старом граду Вишеграду
- Стани, стани Ибар водо
- Из Босне се једна песма чује
- Текла река Лепеница
- Босанске ме пјесме занијеше
- Косио сам сено доле код Мораве
- Прођох Босном кроз градове (соавтор Раде Јовановић)
- Обраше се виногради
- Лепе ли су нано гружанке девојке
- Кад си била мала Маре